# Parolpium arabicum
Parolpium arabicum es una especie de arácnido del orden Pseudoscorpionida de la familia Olpiidae.

## Distribución geográfica
Se encuentra en Aden y en el sur de Yemen.